# George Carrier
George Francis Carrier (Millinocket, 1918 — Boston, 8 de março de 2002) foi um matemático estadunidense.